# Seeshaupt (település)
Seeshaupt település Németországban, azon belül Bajorországban. Lakosainak száma 3271 fő (2023. december 31.). Seeshaupt Bernried, Münsing, Iffeldorf, Antdorf, Eberfing, Weilheim in Oberbayern és Wielenbach községekkel határos.

## Népesség
A település népessége az elmúlt években az alábbi módon változott:
| Lakosok száma | 339  | 1967 | 2108 | 2545 | 3005 | 3108 | 3217 | 3195 | 3282 | 3271 |
|               | 1875 | 1950 | 1975 | 1987 | 2012 | 2014 | 2016 | 2017 | 2021 | 2023 |

## Közlekedés

### Vasút
A település a Tutzing–Kochel-vasútvonal mentén fekszik, közvetlen vasúti kapcsolattal München felé.

### Busz
| Járat | Útvonal                                       |
| ----- | --------------------------------------------- |
| 9614  | Tutzing–Bernried–Seeshaupt–Iffeldorf–Penzberg |
| 9655  | Weilheim–Seeshaupt–Iffeldorf–Penzberg         |
| 373   | Seeshaupt–Ambach–Münsing–Wolfratshausen       |

## Lakosság
| Év   | Lakosság |
| ---- | -------- |
| 1840 | 595      |
| 1871 | 694      |
| 1900 | 965      |
| 1925 | 1326     |
| 1939 | 1359     |
| 1950 | 2427     |
| 1961 | 1993     |
| 1970 | 2092     |
| 1987 | 2545     |
| 1991 | 2621     |
| 1995 | 2605     |
| 2000 | 2764     |
| 2005 | 2885     |
| 2010 | 2866     |
| 2015 | 3196     |